# أنشوفة سكوفيلدية
أنشوفة سكوفيلدية (الاسم العلمي: Anchoa scofieldi) (بالإنجليزية: Scofield's anchovy)‏ هي نوع من الأسماك تتبع جنس الأنشوفة من الفصيلة البلمية.